# Turida
Turida is een bestuurslaag in het regentschap Mataram van de provincie West-Nusa Tenggara, Indonesië. Turida telt 10.224 inwoners (volkstelling 2010).